# コンフリクト・デルタII 湾岸戦争1991
コンフリクト・デルタII 湾岸戦争1991はイギリスのPivotal Gamesが開発した湾岸戦争を舞台にしたサードパーソン・シューティングゲームである。Conflict: Desert Storm II（Conflict: Desert Storm II: Back to Baghdad）の日本版で、前作コンフリクト・デルタ 湾岸戦争1991の続編である。海外では2003年に発売されたが、日本では2005年6月30日にカプコンからPS2版が発売された。
コンフリクトシリーズの第2弾。海外ではPS2版の他にもXbox版、GC版、PC版もリリースされている。

## 概要
前作の続きで、湾岸戦争が舞台。プレイヤーはBradley、Foley、Connors、Jonesの最大4名で編成されるイギリス陸軍特殊空挺部隊の第22SASあるいはアメリカ陸軍特殊部隊デルタフォースのどちらかの部隊を選択。アル・ハダルでのイラク軍との戦闘からゲームは始まり、バグダッドの捕虜収容所にいる多国籍軍のパイロット救出やイラク軍のSCUDミサイルの破壊、サダム・フセインによるサリンによる化学兵器使用作戦の陰謀を食い止める為、科学兵器工場施設の破壊、製油所での第2海兵師団の援護、クウェート市での防衛など、10のミッションを遂行して行く。
乗り物として、前作では車両にハンヴィーに乗ることが出来たが、本作では車両にランドローバー110の他、前作と同様M2ブラッドレー歩兵戦闘車などにも乗れる。
前作と同様、マルチプレイによる2人協力プレイも可能である。

## 登場人物
- John Bradley - Team Leader/Rifleman
- Paul Foley - Sniper/Medic
- Mick Connors - Heavy Weapon Specialist